# Mirzacho'l

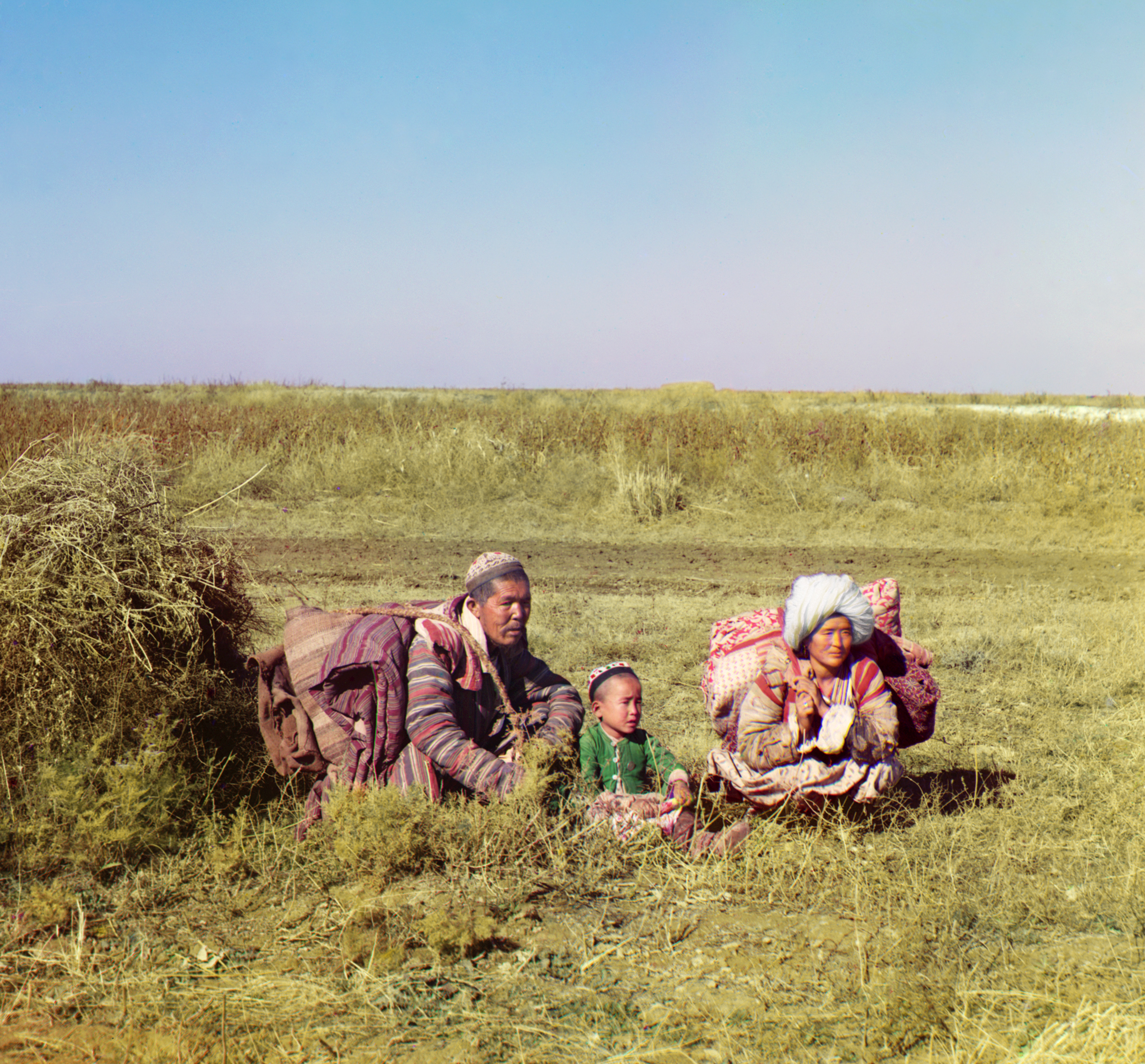
Một gia đình du mục Kyrgyzstan trên hoang mạc Mirzacho'l ở Uzbekistan (ảnh do S. M. Prokudin-Gorskii chụp)

Mirzacho'l (tiếng Uzbek: Mizracho'l, tiếng Nga: Голодная степь) là một đồng bằng hoàng thổ rộng khoảng 10,000 km² nằm phía tả ngạn sông Syr Darya ở Uzbekistan, kéo dài từ lối vào thung lũng Ferghana trên biên giới với Tajikistan về phía đông qua Syrdarya và một phần phía bắc của Jizzakh về phía tây. Về phía nam nước này giáp dãy Turkestan.

## Địa lý
Về mặt địa lý Mirzacho'l Steppe là một phần mở rộng về phía nam-đông của Kyzyl Kum sa mạc, với khoảng 240 mm lượng mưa hàng năm và khí hậu lục địa khắc nghiệt (nhiệt độ trung bình từ 28 °C vào tháng tới -2 °C trong tháng Giêng). Những nỗ lực đó đã bắt đầu sớm nhất là vào cuối thế kỷ thứ 19 đã dần chuyển các Mirzacho'l Steppe từ một sa mạc thành một khu vực nông nghiệp thâm canh có tưới, hôm nay là một trong những bông lớn và khu vực sản xuất ngũ cốc của Uzbekistan với khoảng 500.000 ha đất canh tác được tưới tiêu. Ba kênh chính được xây dựng vào năm 1950 và năm 1960 đưa nước tới Mirzacho'l Steppe kolkhoz es và sovkhoz es. Đây là những con kênh Bắc-Nam Trung Bộ và phía Bắc và Đông-Tây Nam Mirzacho'l Steppe Canal.
Guliston và Yangier, cả hai trong tỉnh Syrdarya, là những trung tâm dân cư chính ở hoang mạc Mirzacho'l.

## Khí hậu
Khí hậu thảo nguyên khắc nghiệt với kiểu khí hậu lục địa có nhiệt độ trung bình 27,9 °C vào tháng Bảy và -2.1 °C trong tháng Giêng. Lượng mưa ở phía đông của thảo nguyên chỉ đạt 240 mm mỗi năm với mức tối đa vào mùa xuân.

## Hệ động thực vật
Hệ động thực vật của sa mạc và cây bụi như các loại thảo mộc rau thơm, Carex hoặc Arctopoa. Ngoài ra còn có alhagi, Chi Ngải hoặc Salsola.